# Yann Goulet
Pour les articles homonymes, voir Goulet.
Yann Goulet, de son vrai nom Jean Gustave René, né le 20 août 1914 à Saint-Nazaire, et mort le 22 août 1999 à Bray, est un sculpteur et militant politique franco-irlandais actif dans le mouvement breton, et est impliqué par ce biais dans la collaboration.
Ses activités chez les nationalistes bretons sont notables. Il est ainsi à l'origine de la création des Bagadoù stourm, le service d'ordre du Parti national breton, dont il encadre les activités pendant la Seconde Guerre mondiale, ce qui lui vaut une condamnation à mort à la Libération. Après-guerre, il se signale de nouveau en se présentant comme le président du « Comité national de la Bretagne libre », l'organe qui publie les communiqués de presse pour le compte du Front de libération de la Bretagne.
Dans le domaine culturel, il se distingue par sa production de sculpteur. Après avoir fait partie du mouvement des Seiz Breur avant-guerre, il devient un artiste en vue lors de ses années d'exil en Irlande, signant plusieurs œuvres officielles.

## Biographie

### Débuts artistiques et politiques
Yann Goulet voit le jour le 20 août 1914 à Saint-Nazaire, où ses parents tiennent un hôtel,. Grâce à l'obtention d'une bourse lui permettant de suivre des études supérieures, il entre à l'École des beaux-arts de Paris dans l'atelier du sculpteur Charles Despiau, un ancien praticien d'Auguste Rodin, dont l'approche rompt avec l'enseignement traditionaliste et classique de l'école. Il y obtient un prix en sculpture.
Ses travaux sont exposés lors des Jeux olympiques de Berlin en 1936, et à cette occasion il fait le déplacement avec Dorig Le Voyer et d'autres jeunes d'un cercle celtique parisien, et l'Allemagne nazie exerce une certaine fascination sur lui. Il est aussi exposé lors de l'Exposition universelle de 1937 à Paris, et le Monument de la jeunesse de l'Empire français à Lille qu'il réalise en 1939 participe de son accession au rang d'artiste de niveau national[réf. à confirmer].
Le temps passé à Paris le convainc que la France ignore la Bretagne. Il se rapproche alors du mouvement artistique breton Seiz Breur qui vise à moderniser l'expression artistique de cette région, avant d'en devenir un des principaux dirigeants. Sa participation inclut la sculpture, mais il est aussi présent en tant que joueur de biniou pour faire la promotion de musiques et danses traditionnelles bretonnes. Il fait aussi partie pendant ses années parisiennes du groupe celtique Nevezadur dont il est un des sonneurs.
Après la destruction d'un haut-relief de Jean Boucher représentant L'Union de la Bretagne à la France sur la façade de la mairie de Rennes par le groupe Gwenn ha Du en août 1932, il rejoint le Parti national breton et fait partie de la « seconde génération » de militants du parti.
Il est suspecté, puis relâché à la suite de l'attentat de l'organisation Gwenn ha Du, dirigée contre la colonne de la Fédération bretonne-angevine à Pontivy le 18 décembre 1938.

### La Seconde Guerre mondiale

#### Internement en Allemagne
En 1939, il est renvoyé dans le secteur de Strasbourg pour y suivre un stage d'école de « sabotage ». Il participe au début de la Seconde Guerre mondiale et est capturé par les Allemands le 11 juin 1940, alors qu'il faisait sauter un pont sur l'Aisne.
Lors de son internement en Allemagne, ses contacts au Parti national breton l'amènent à encadrer des prisonniers de guerre bretons rassemblés dans un camp à Luckenwalde dans ce que l'historien Kristian Hamon appelle un « véritable centre de propagande ». Le but de cette activité est de trouver des soldats qui accepteraient de former l'armée du Bretonische Regierung, un projet de gouvernement breton mené par Olier Mordrel et François Debeauvais, qui sont présents depuis le début de la guerre en Allemagne et qui, avec l'appui de certains membres des services secrets du pays. En échange de la promesse d'une libération, et en contrepartie d'une participation à cette tentative de putsch, ces prisonniers suivent les cours de Yann Goulet et d'autres membres du PNB. Pour rentrer chez eux, entre 300 et 600 prisonniers au maximum122 acceptent ce marché ; nombreux sont les Bretons qui refusent cette offre s’en prenant parfois aux chefs séparatistes. La plupart s’évaporent dans la nature à la première occasion.
Il revient en Bretagne avec le dernier convoi des libérables du Parti nationaliste breton avec Fred Moyse en septembre 1940[réf. nécessaire].

#### Direction desBagadoù Stourmet activité au sein du Parti national breton

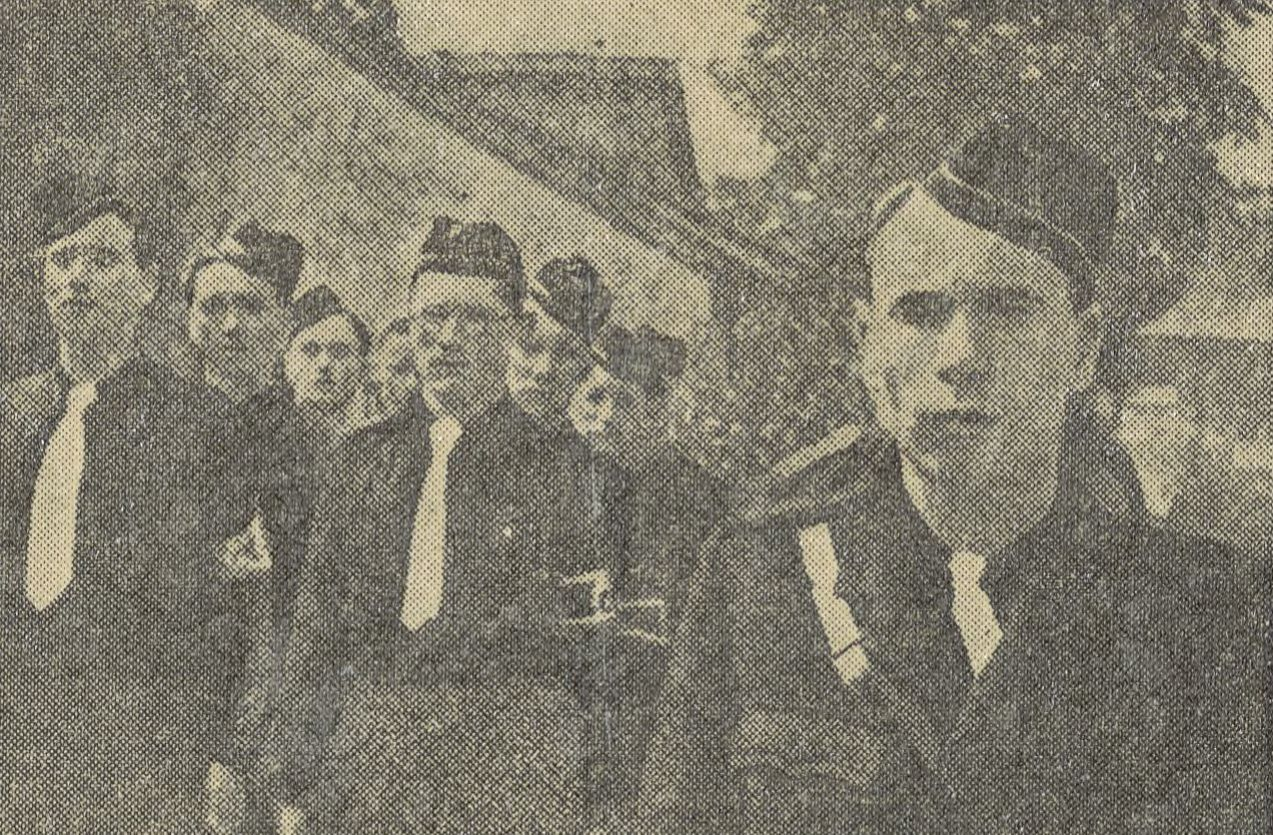
Yann Goulet (à droite), avec des membres du Bagadoù stourm en avril 1942.

Pendant l'Occupation, il intègre la section d'Ille-et-Vilaine du Parti national breton, et dirige avec son lieutenant Alan Louarn les organisations de jeunesse du parti. En janvier 1941, il crée les Bagadou stourm, qui forment le service d'ordre du PNB, et dessine la coupe de leurs uniformes. Par ses rites, ses pratiques, et ses symboliques, cette organisation est semblable aux services d'ordre du Parti populaire français ou du Parti franciste. Des camps d'été sont organisés pour former cette milice qui, bien que non armée et présentant les mêmes caractéristiques des chantiers de la jeunesse française mis en place par le régime de Vichy dans leurs deux premières années d'existence, n'hésite pas à utiliser la violence au besoin, et se transforme progressivement en une formation paramilitaire. La promotion des officiers des Bagadou Stourm est appelée « Patrick Pearse », façon de célébrer le 25e anniversaire de l'Easter Rising.
Ses activités dans les Bagadoù Stourm profitent, comme le reste des activités des nationalistes à l'époque, de la bienveillance de l'occupant. Pendant l'été 1943, l'organisation renommée depuis peu Strolladoù Stourm tient son camp d'été à Saint-Herbot, dans les monts d'Arrée, où se structurent les maquis communistes. Sous la houlette de Yann Goulet, les Strolladoù Stourm y organisent la chasse aux réfractaires du Service du travail obligatoire. Le 7 août 1943, le groupe défile en uniforme et au pas de l'oie dans la ville de Landivisiau, créant ainsi des tensions avec la police française. Un policer infiltré est découvert, puis séquestré par les nationalistes bretons. Après 4 jours de négociation, les gendarmes français et allemands chargent les Bagadoù Stourm et arrêtent Goulet. Il est emprisonné et passé à tabac en compagnie d'un de ses lieutenants. Il est finalement libéré après avoir entamé une grève de la faim de trois semaines. Il est de nouveau arrêté par la police française à Rennes le 9 septembre 1943 et incarcéré à la prison Jacques-Cartier avec Jean L'Haridon. Les Allemands libèrent les deux hommes le 30 octobre 1943[réf. nécessaire].
Pendant la guerre, Yann Goulet est également collaborateur de L'Heure bretonne, l'hebdomadaire du Parti national breton. Ce journal, publié avec l'assentiment de l'occupant, se distingue pendant toute la guerre par son antisémitisme virulent et son soutien à « l'Europe nouvelle » dirigée par le troisième Reich. Dans un appel « aux jeunes de Bretagne » publié en juin 1942 par L'Heure Bretonne, Yann Goulet prend ainsi fait et cause pour l'invasion de l'Union soviétique par l'Allemagne nazie : « Vous êtes de ceux qui espérez voir un ordre nouveau prendre place dans le monde […] Dans la pourriture du régime passé vous ne pouviez plus trouver l'idéal de beauté et de justice qui assoiffait votre jeune âme alors vous vous êtes ralliés à nous, jeunes du PNB […] Mesurez la grandeur des sacrifices que l'on vous demande […] Des jeunes comme vous dans d'autres pays luttent héroïquement dans les steppes glacées, ils luttent joyeux, ils savent qu'ils périront peut-être sans pouvoir profiter du bonheur que pour les autres ils auront créé de leur sang […] Jeune, le Chef compte sur toi. »
Alors que le PNB se divise en deux tendances, Goulet reste fidèle à Delaporte comme la plupart des jeunes de sa milice. Il s'oppose ainsi avec son lieutenant Alan Louarn aux tentatives de débauchage de ses membres par Célestin Lainé, qui est partisan d'une collaboration à outrance avec l'armée allemande,.
En juin 1944, le PNB est au bord de la faillite. Le 27 juin, Yann Goulet s'attaque, avec trois de ses hommes, à une perception située à Pouancé. Étant en bicyclette sous un temps pluvieux, la police retrouve rapidement leur trace. Les trois hommes de Goulet sont arrêtés, ce dernier est le seul à réussir à s'échapper. Des membres du Bezen Perrot ont également participé aux recherches.
Il obtient l'appui et le soutien de plusieurs militants communistes, et fait témoigner les familles juives qu'il a cachées pendant la guerre.[réf. nécessaire]

### Exil en Irlande
Après la guerre, Goulet fuit en Irlande avec sa femme Voig et leurs deux jeunes enfants à l'aide de faux papiers. Aidé tout d'abord par des nationalistes gallois pour traverser la Grande-Bretagne, il arrive dans son nouveau lieu de résidence en août 1946 et est alors le premier d'une quarantaine d'autres bretons à venir trouver asile dans ce pays,. Par l'intermédiaire de républicains irlandais, il rencontre un autre militant breton déjà présent depuis des années dans le pays, Louis Millardet, qui l'aide à s'installer. Dans le même temps, il est condamné à mort par contumace par la Cour de justice de Rennes en 1947.
Il acquiert par la suite la nationalité irlandaise, baptise sa maison « Koat-Keo », et voit la naissance de son troisième enfant dans le pays. Il bénéficie de bons contacts avec le mouvement républicain irlandais, et joue un rôle dans la mise en contact de Kadhafi et de l'IRA provisoire lorsque cette dernière cherche à obtenir des armes. Il est aussi suspecté lorsque l'IRA fait exploser la Colonne Nelson pour célébrer le 50e anniversaire de l'Easter Rising, puis étroitement surveillé par le SDECE lorsque Charles de Gaulle visite l'île en mai 1969, puis lorsque l'ancien président français y passe après sa démission.

#### Activités de sculpteur

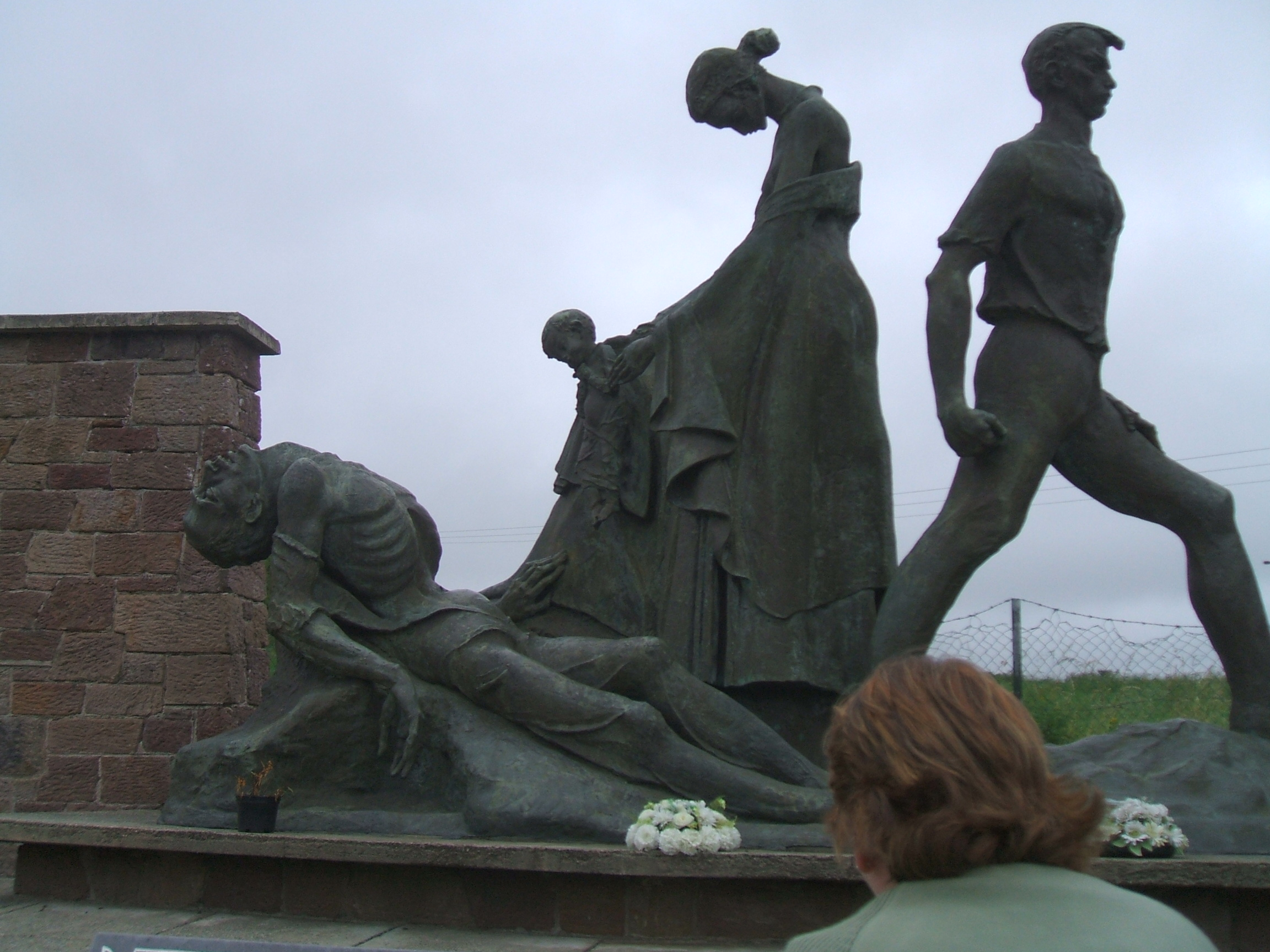
Mémorial de Ballyseedy.

Avec l'aide discrète de Éamon de Valera, alors Taoiseach, il parvient à devenir sculpteur officiel de la république d'Irlande en 1949, et réalise plusieurs sculptures, notamment à la Custom House (en) à Dublin, mais aussi un buste de Charles Stewart Parnell exposé à la chambre des communes irlandaise.
Il se lance aussi dans l'enseignement de l'art, et devient professeur dans une école professionnelle de Bray après avoir pendant plusieurs années exercé diverses professions.

#### Une des voix du Front de libération de la Bretagne
En 1966, il participe à la formation du front de libération de la Bretagne. L'Irlande joue alors un rôle important dans le développement de ce mouvement clandestin. Les communiqués de revendication suivant chaque attentat sont publiés depuis Dublin par le « Comité national de la Bretagne libre » qui est présidé par Goulet. L'idée de la création de ce groupe est imputée à Yann Fouéré, qui possède lui une entreprise dans la région de Galway à l'époque, et c'est au dernier trimestre 1967 que Goulet contacte plusieurs figures du mouvement pour le mettre en place. Celui-ci est effectivement actif à partir du 26 janvier 1968, et en plus de la publication de communiqués de presse sert aussi d'interface pour des reportages de presse, ou pour adresser des lettres de revendication au président de la république.
Son influence réelle au sein du Front de libération de la Bretagne est cependant sujette à débats, certains militants n'hésitant pas dès le début à prendre leurs distances avec lui en raison de son passé dans les Bagadoù stourm. Il est de plus marginalisée lorsque la deuxième génération d'activistes du FLB, marquée à gauche celle-là, commence à être active dans les années 1970, et hérite du surnom de « général micro » en raison de ses activités limitées à un rôle de communication. À partir de l'attentat de Roc'h Trédudon en février 1974, les poseurs de bombes du FLB commencent à envoyer eux-mêmes des communiqués revendiquant leurs actes, ce qui a pour effet de mettre Goulet sur la touche. Il continue cependant à rencontrer des clandestins du FLB en Irlande au moins jusqu'en 1977.

### Décès
Il meurt le 22 août 1999 à Bray.

## Mort et hommages
Lors de son enterrement, des représentants de la Royal Hibernian Academy ainsi que du Sinn Féin sont présents, et Yann Fouéré lui rend hommage.